# Yu Darvish
Yu Darvish (ダルビッシュ 有 Darubisshu Yū?, nacido el 16 de agosto de 1986) es un lanzador iranio-japonés de béisbol profesional que juega para San Diego Padres de las Grandes Ligas. Anteriormente jugó con los Texas Rangers, Chicago Cubs y Los Angeles Dodgers, y en la Liga Japonesa de Béisbol Profesional con los Hokkaido Nippon-Ham Fighters.
Fue considerado por muchos como el mejor lanzador de béisbol profesional japonés antes de su llegada a las Grandes Ligas en 2012. En su primera temporada de Grandes Ligas, Darvish terminó tercero en la votación de Novato del Año de la Liga Americana. La temporada siguiente, terminó en segundo lugar en la votación para el Premio Cy Young de la Liga Americana, otorgado al mejor lanzador, debido a que encabezó las Grandes Ligas en ponches con 277 y terminó cuarto en la Liga Americana con un promedio de carreras limpias (efectividad) de 2.83. El 6 de abril de 2014, Darvish alcanzó la marca de 500 ponches en la menor cantidad de entradas lanzadas para un lanzador abridor -es decir, que regularmente inicia los juegos- en la historia de las Grandes Ligas. En total, ha sido invitado a cuatro Juegos de Estrellas a lo largo de su carrera en Grandes Ligas.

## Carrera profesional

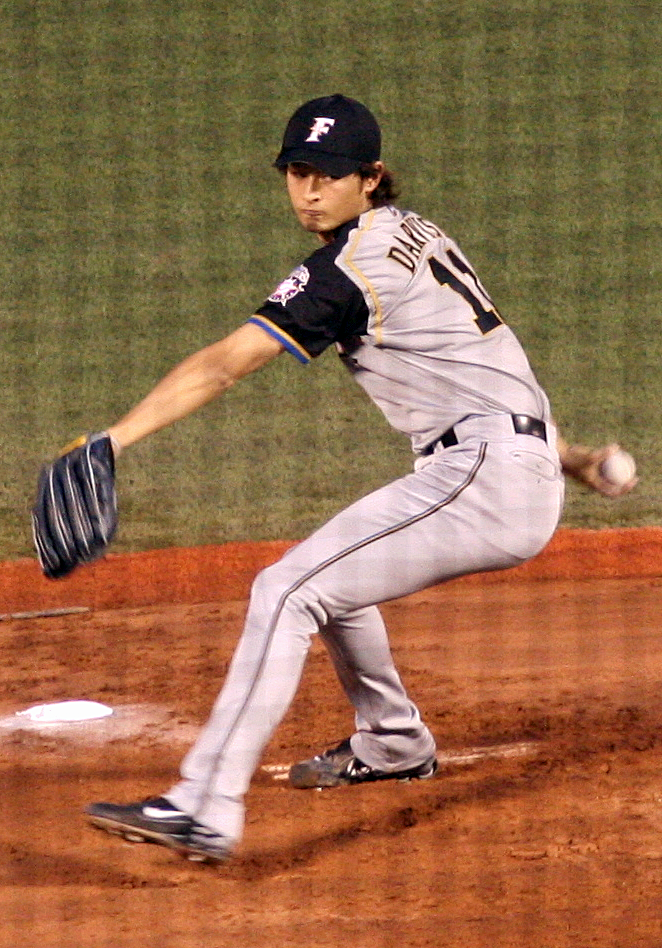
Yu Darvish en 2007 con Hokkaido Nippon-Ham Fighters.

### Hokkaido Nippon-Ham Fighters
Darvish jugó para los Hokkaido Nippon-Ham Fighters de 2005 a 2011. Durante este período, fue considerado un jugador estrella en cinco temporadas, y ganó dos veces el título de mejor jugador de la Liga del Pacífico, en 2007 y 2009. En 2007, también ganó el Premio Eiji Sawamura, otorgado a los mejores lanzadores del béisbol japonés. En 2006, lideró a los Fighters a la victoria en la Serie de Asia y fue nombrado el Jugador Más Valioso del campeonato. 
En siete años en Japón, Darvish ganó 93 partidos contra solo 38 derrotas y su efectividad fue de 1.99. De 2007 a 2011, su efectividad nunca fue más alta que 1.88. En 2011, ganó 18 encuentros contra 6 derrotas para el equipo de Hokkaido y registró la efectividad más baja en su carrera: 1.44 en 232 entradas lanzadas.

### Texas Rangers
El 19 de diciembre de 2011, Darvish firmó un contrato de $51 millones con los Rangers de Texas. Debutó en las Grandes Ligas el 9 de abril de 2012 contra los Marineros de Seattle. Por su actuación en abril, Darvish fue premiado como el Novato del Mes en la Liga Americana, luego de registrar cuatro victorias y ninguna derrota, con una efectividad de 2.18 y 33 ponches durante dicho mes. Su primera derrota llegó el 9 de mayo contra los Indios de Cleveland. En julio fue convocado a su primer Juego de Estrellas de Grandes Ligas. Finalizó su temporada como novato con marca de 16-9, 221 ponches y 3.90 de efectividad, por lo que terminó tercero en la votación de Novato del Año de la Liga Americana, siendo superado por Mike Trout y Yoenis Céspedes.
Al año siguiente, lideró la Liga Americana con 277 ponches y terminó en segundo lugar en la votación para el Premio Cy Young de la Liga Americana, detrás de Max Scherzer.
En 2014, Darvish se convirtió en el lanzador abridor con menos cantidad de entradas lanzadas que alcanza los 500 ponches. El 11 de junio, ante los Marlins de Miami, lanzó su primer juego completo sin permitir carreras (shutout). El 6 de julio de 2014, fue convocado a su tercer Juego de Estrellas consecutivo.
En 2015, Darvish empezó a tener dolores en el tríceps durante los entrenamientos primaverales, por lo que se sometió a una cirugía para reconstruir un ligamento del codo (cirugía Tommy John) y no jugó en todo el año. Regresó al campo de juego en 2016, año en que inició 17 encuentros dejando marca de 7-5 con 132 ponches y 3.41 de efectividad. El 2 de julio de 2017, volvió a ser convocado para el Juego de Estrellas, el cuarto de su carrera.

### Los Angeles Dodgers
El 31 de julio de 2017, los Rangers traspasaron a Darvish a los Dodgers de Los Angeles por los novatos Willie Calhoun, A. J. Alexy y Brendon Davis. Registró marca de 4-3 con efectividad de 3.44 en nueve juegos con los Dodgers. En total en 2017, combinando ambos equipos, Darvish realizó 31 aperturas con un récord de 10-12, 209 ponches y efectividad de 3.86.
En la postemporada, ganó el juego que inició en la Serie Divisional, permitiendo solo una carrera en cinco entradas contra los Diamondbacks de Arizona. También lanzó en la Serie de Campeonato de la Liga Nacional contra los Cachorros de Chicago, donde permitió una carrera en 6 1⁄3 entradas y registró siete ponches. Sin embargo, en la Serie Mundial de 2017 no pudo lanzar más de dos entradas en ninguna de sus dos aperturas contra los Astros de Houston. Perdió ambos juegos, incluido el séptimo y decisivo, y permitió nueve carreras (ocho limpias) en 3 1⁄3 entradas totales. Fueron los dos inicios más cortos de su carrera y se convirtió en el primer abridor desde 1960 en tener dos aperturas de menos de dos entradas en la Serie Mundial. Después de la temporada, Darvish se convirtió en agente libre por primera vez en su carrera.

### Chicago Cubs
El 13 de febrero de 2018, Darvish firmó un contrato de seis años y $126 millones con los Cachorros de Chicago. Jugó su primer partido con los Cubs el 31 de marzo de 2018 contra los Miami Marlins. Permitió cinco carreras en 4 1⁄3 entradas pero los Cachorros ganaron por 10–6 en 10 entradas. El 7 de mayo, Darvish fue incluido en la lista de discapacitados de 10 días debido a la gripe. El 26 de mayo, Darvish fue nuevamente colocado en la lista de lesionados de 10 días debido a una tendinitis del tríceps derecho. El 19 de agosto de 2018, Darvish comenzó un período de rehabilitación. Mientras calentaba antes de la segunda entrada, Darvish convocó a los entrenadores y fue retirado del juego. Una resonancia magnética reveló que Darvish tuvo una reacción de estrés en el codo derecho, así como una distensión del tríceps, terminando su temporada 2018 después de solo ocho juegos y 40 entradas lanzadas, en las que tuvo marca de 1-3 con una efectividad de 4.95.
En 2019, Darvish registró marca de 6-8 con una efectividad de 3.98 y 225 ponches en 31 aperturas. Permitió 33 jonrones, la mayor cantidad en la Liga Nacional, lanzó 11 lanzamientos descontrolados, la segunda mayor cantidad en la Liga Nacional, y golpeó a 11 bateadores, la tercera mayor cantidad en la liga.
En la temporada 2020 acortada por la pandemia, Darvish tuvo un récord de 8-3 con una efectividad de 2.01. Lideró la Liga Nacional en victorias, fue segundo en efectividad, boletos por nueve entradas lanzadas (1.658) y jonrones por nueve entradas lanzadas (0.592), cuarto en WHIP (0.961), quinto en porcentaje de victorias-derrotas (.727), séptimo en hits por nueve entradas lanzadas (6.987) y octavo en ponches por nueve entradas lanzadas (11.013).

### San Diego Padres
El 28 de diciembre de 2020, Darvish fue traspasado a los Padres de San Diego junto al receptor Victor Caritini, a cambio del lanzador Zach Davies y los jugadores de las ligas menores Reginald Preciado, Owen Caissie, Ismael Mena y Yeison Santana.